# Боруцький Василь
Боруцький Василь (Псевдо:Лев, 12 листопада 1924, Долгобичів, Грубешівський повіт, Польща – 26 квітня 1946, біля с. Верешин, Грубешівський повіт, Люблінське воєводство, Польща) – лицар Бронзового хреста бойової заслуги УПА.

## Життєпис
Освіта – 7 класів гімназії. Закінчив старшинську школу УПА «Олені» (10.1944). Після випуску скерований у ТВ 28 «Данилів». Інструктор сотні УПА «Вовки І» (1944-11.1945), інструктор а відтак командир 2-ї чоти сотні УПА «Вовки ІІ» (11.1945-04.1946). Загинув під час засідки на військову колону ворога. Похований у с. Ліски Грубешівського пов. Люблінського в-ва. 
Булавний УПА (22.10.1944); відзначений Бронзовим хрестом бойової заслуги УПА (28.08.1945). 